# Katya : Victime de la mode

Katya : Victime de la mode ou Confessions d'une adorable emmerdeuse au Québec (Confessions of a Sociopathic Social Climber) est un téléfilm américain réalisé en 2005 par Dana Lustig.

## Synopsis
Katya est une jeune célibataire sexy pleine d'énergie, prête à tout pour monter au sommet de l'échelle sociale. Elle travaille comme publicitaire dans une agence de San Francisco. Elle est la meilleure dans son travail, tous ses contrats se transforment en or. Vu comme cela, elle a l'air d'une travailleuse dévouée mais la nuit elle se transforme en poupée Barbie fréquentant les soirées jet-set, les bals et tout ce qu'il y a de plus branché. Tout va pour le mieux pour elle jusqu'à ce qu'elle découvre ce qu'elle n'a pas la « clé du bonheur », une entrée à la soirée de l'année. Lorsqu'elle apprend qu'elle n'est pas sur la liste des invités, elle va tout faire pour y entrer, jusqu'à être licenciée et à en perdre son amant. Katya devra jouer de ses atouts pour réussir et arriver à ses fins. Mais à quel prix...

## Fiche technique
- Titre original : Confessions of a Sociopathic Social Climber
- Titre français : Katya : Victime de la mode / Confessions d'une adorable menteuse / Confessions d'une adorable emmerdeuse (Titre pour la sortie DVD)
- Titre québécois : Confessions d'une adorable emmerdeuse
- Réalisation : Dana Lustig
- Scénario : Eric C. Charmelo et Nicole Snyder, d'après le roman éponyme d'Adèle Lang publié en 2002
- Genre : comédie

## Distribution
- Jennifer Love Hewitt (VF : Sophie Arthuys) : Katya Livingston
- Colin Ferguson : Charles Fitz
- Natassia Malthe : Frangiapani
- Daniel Roebuck : Alex
- Stefanie von Pfetten : Dove Greenstein
- James Kirk : Sebastian
- Zak Santiago : Geoffrey
- Sonja Bennett : Eliza

## Lieu de tournage
Victoria (Colombie-Britannique),  Canada